# Întoarcerea lui Kukulkan
„Întoarcerea lui Kukulkan” (titlu original: „How Sharper Than a Serpent's Tooth”) este al 5-lea episod din al doilea sezon (și ultimul) al serialului TV american științifico-fantastic Star Trek: Seria animată și al 21-lea episod în total (penultimul episod). A avut premiera la 5 octombrie 1974 pe canalul NBC.
Episodul a fost regizat de Bill Reed după un scenariu de Russell Bates și David Wise.
Titlul în engleză („How Sharper Than a Serpent's Tooth”) este din actul 1, scena 4 a piesei de teatru  Regele Lear de William Shakespeare: "How sharper than a serpent's tooth it is to have a thankless child!"

## Prezentare
O ființă misterioasă amenință să distrugă Enterprise dacă echipajul nu este în măsură să rezolve un puzzle străvechi.  Acesta a vizitat Pământul în antichitate și a devenit cunoscut drept zeul Kukulkan (Șarpele cu pene”) al mayașilor.